# Catharsius adamastor
Catharsius adamastor là một loài bọ cánh cứng trong họ Bọ hung (Scarabaeidae).